# Guo Linlin
Guo Linlin (n. 13 noiembrie 1992, Hengshui⁠(d), Republica Populară Chineză) este o canotoare ce a reprezentat Republica Populară Chineză, medaliată olimpică. A participat la o ediție a Jocurilor Olimpice (2020) în care a câștigat o medalie de bronz.

## Participări
Lista de mai jos prezintă principalele competiții la care a participat Guo Linlin de-a lungul carierei.
- Canotaj la Jocurile Olimpice de vară din 2020 - Opt rame cu cârmaci feminin[3]